# François Viète

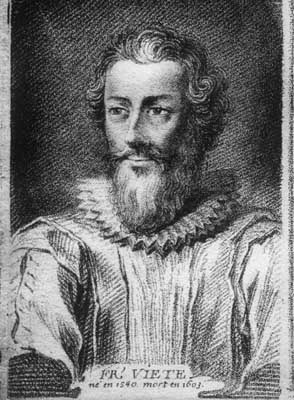
François Viète

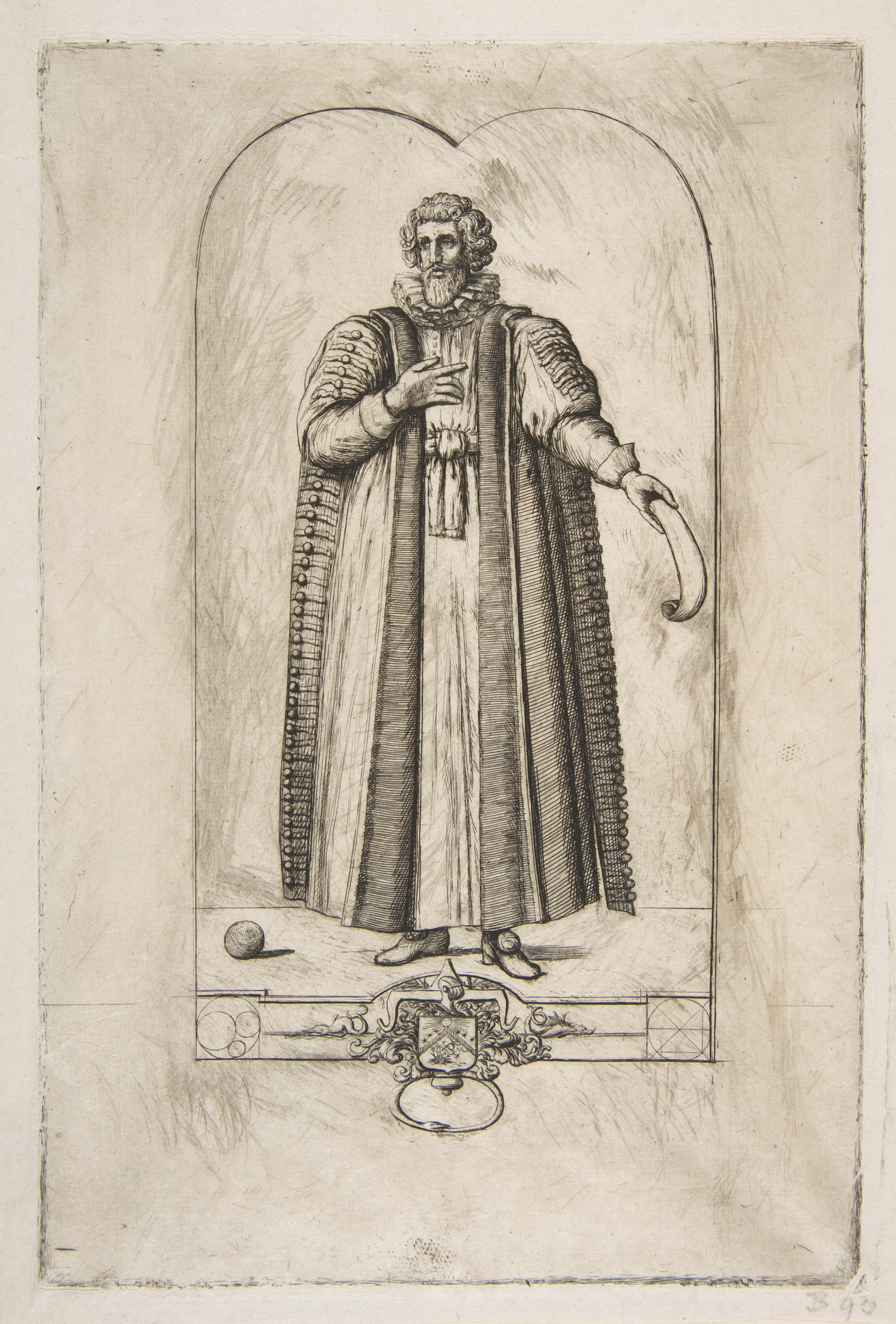
Viète

François Viète oder Franciscus Viëta, wie er sich in latinisierter Form nannte (* 1540 in Fontenay-le-Comte; † 13. Dezember, nach anderen Quellen 23. Februar 1603 in Paris), war ein französischer Advokat und Mathematiker. Er führte die Benutzung von Buchstaben als Variablen in die mathematische Notation der Neuzeit ein. Er gilt als eigentlicher Begründer der Algebra im Europa der Neuzeit.

## Leben
François Viète wurde 1540 in Fontenay-le-Comte (im heutigen Département Vendée in West-Frankreich) als Sohn des angesehenen Rechtsanwaltes Étienne Viète geboren. Er stammte aus wohlhabenden bürgerlichen Verhältnissen. Viète besuchte eine Klosterschule und begann mit 18 Jahren Rechtswissenschaften in Poitiers zu studieren mit der Absicht, eine Universitätslaufbahn einzuschlagen.
Nach dem Studium ließ er sich in seiner Heimatstadt als Advokat nieder. Zunächst (1564) trat er eine Stellung als Sekretär und Rechtsberater bei der sehr einflussreichen und wohlhabenden protestantischen Familie der Herren von Soubise, Jean V. de Parthenay und Antoinette d’Aubeterre, an. Nebenbei unterrichtete er als Privatlehrer die Tochter der Familie, Catherine de Parthenay, deren Interesse für Astronomie, Astrologie und Mathematik ihn stark beeinflusst haben dürfte. Auf diese Weise entstand ein Werk von Viète über die Darstellung der Planetentheorie auf der Grundlage des ptolemäischen geozentrischen Systems.
Ab 1570 war er als Rechtsanwalt in Paris tätig und genoss schon bald einen ausgezeichneten Ruf. Nach dem Tod seines Vaters erbte er dessen Titel Sieur de la Bigotière. 1574 wurde er zum Mitglied des Parlements in Rennes ernannt. Ab 1580 lebte Viète wieder in Paris, wirkte auch dort im Parlement und als persönlicher Berater des Königs. Er war Ratgeber der Könige Heinrich III. (1551–1589) und Heinrich IV. (1553–1610), für die er unter anderem abgefangene Botschaften des Kriegsgegners Spanien entschlüsselte. Er unterzeichnete als „interprète et déchiffreur du roi“.
Aufgrund politischer Intrigen – vor allem durch den Einfluss der Katholischen Liga und der Familie Guise – wurde er 1584 entlassen und zog sich aufs Land zurück, wo er sich vor allem mit Mathematik beschäftigte. Nach der Ermordung Heinrichs III. wurde er 1589 jedoch von dessen Nachfolger Heinrich IV. wieder in sein früheres Amt berufen.
Um diese Zeit erlangte er einen internationalen Ruf als Mathematiker. Bekannt ist die Anekdote von seinem Zusammentreffen mit Adriaan van Roomen (Adrianus Romanus; 1561–1615), die in zahlreichen Quellen erzählt wird, unter anderem in den „Historiettes“ von Tallemant des Réaux. Van Roomen war ein aus Löwen stammender Mathematiker, der damals in Würzburg lehrte. Er hatte eine Aufgabe als Herausforderung an alle Mathematiker Europas gestellt und war von Viètes Lösung so begeistert, dass er unverzüglich nach Frankreich aufbrach, um mit ihm zusammenzukommen. Viète, der die Schnelligkeit seiner Lösung später trocken mit Ut legi, ut solvi (Wie gelesen, so gelöst) kommentierte, stellte seinerseits van Roomen die Aufgabe, alle Kreise zu finden, die drei gegebene Kreise berühren (Apollonisches Problem). Dieses Problem war bereits in der Antike von Apollonios von Perge gelöst worden, die Schrift des Apollonios ging aber verloren. Van Roomen löste das Problem mit Hilfe einer Hyperbel. Diese Lösung wurde von Viète für unzureichend gehalten, weil sie sich nicht auf die klassische Methode mit Zirkel und Lineal beschränkt. Viète publizierte später selber eine verbesserte Lösung in seinem Apollonius Gallus.
Da es Viète gesundheitlich immer schlechter ging, bat er den König 1602 um seine Entlassung, um zu genesen. Er erholte sich aber nicht mehr und starb am 13. Dezember 1603 in Paris.
Viète lebte in einer Zeit, die von erbitterten religiösen Kämpfen zwischen den Katholiken und den protestantischen Hugenotten geprägt war. Er selbst war zwar Katholik, wie auch der König, verkehrte aber auch in protestantischen Kreisen und stand den „politiques“ nahe, die im Gegensatz zur Katholischen Liga die Überwindung der religiösen Gegensätze und die nationale Einheit suchten.

## Verdienste als Mathematiker
Eigentlich war die Mathematik für Viète nur eine Nebenbeschäftigung, trotzdem wurde er einer der wichtigsten und einflussreichsten Mathematiker seiner Zeit.
Er wird manchmal auch „Vater der Algebra“ genannt, da er das Rechnen mit Buchstaben in der Neuzeit einführte und systematisch Symbole für Rechenoperationen benutzte, zumal er erkannte, dass dies weit mehr Möglichkeiten als bisher eröffnete. Schon in der antiken Mathematik hatte allerdings Diophant von Alexandrien eine Buchstabensymbolik verwendet (Viète studierte Diophant). Viète schließlich führte das Rechnen mit (großen lateinischen) Buchstaben ein, das auf den gleichen Prinzipien beruht wie das Rechnen mit Zahlen. Er unterschied die „logistica numerosa“ als reines Zahlenrechnen von der abstrakteren „logistica speciosa“, dem „Buchstabenrechnen“ und kann somit als der Begründer der modernen Algebra bezeichnet werden. Unsere heutige Schreibweise ist größtenteils auf ihn zurückzuführen. Er benutzte als Erster konsequent (mit wenigen Ausnahmen) Symbole für mathematische Operationen und reduzierte ganze mathematische Komplexe auf Formeln:
- So gebrauchte er die erstmals von Johannes Widmann in einem Buch 1489 verwendeten Zeichen + und – in seinen Werken. Zuvor waren diese in Rechenoperationen meist als plus und minus ausgeschrieben worden.
- Er verwendete auch den Bruchstrich als Symbol der Division und das Wörtchen „in“ als feststehendes Kurzzeichen der Multiplikation.
- Die Gleichheit zweier Terme drückte Viète durch das Wort „aequabitur“ aus und erfand somit das erste Gleichheitszeichen. Zusammengehörende Terme schrieb Vieta untereinander und verband sie mit geschweiften Klammern.

Darüber hinaus hat er auf dem Gebiet der Trigonometrie Hervorragendes vollbracht und wertvolle Vorarbeiten für die nachfolgende Ausarbeitung der Infinitesimalrechnung geleistet. In diesem Zusammenhang beschrieb er 1593 als erster eine geschlossene Formel für die Kreiszahl π in Form eines unendlichen Produkts (siehe Hauptartikel Vietas Produktdarstellung der Kreiszahl {\displaystyle \pi }).
Bekannt ist heute der Satz von Vieta über die Lösungen einer quadratischen Gleichung.
Er griff die Arbeiten von Christophorus Clavius und anderen zum Gregorianischen Kalender ab 1600 in einer Reihe von Pamphleten an und warf ihnen Willkür und Fehler vor. Er veröffentlichte einen eigenen Vorschlag, den Clavius 1603 nach dem Tod von Viète in einer Veröffentlichung zurückwies.
Der Asteroid (31823) Viète und der Mondkrater Vieta wurden nach ihm benannt.

## Werke

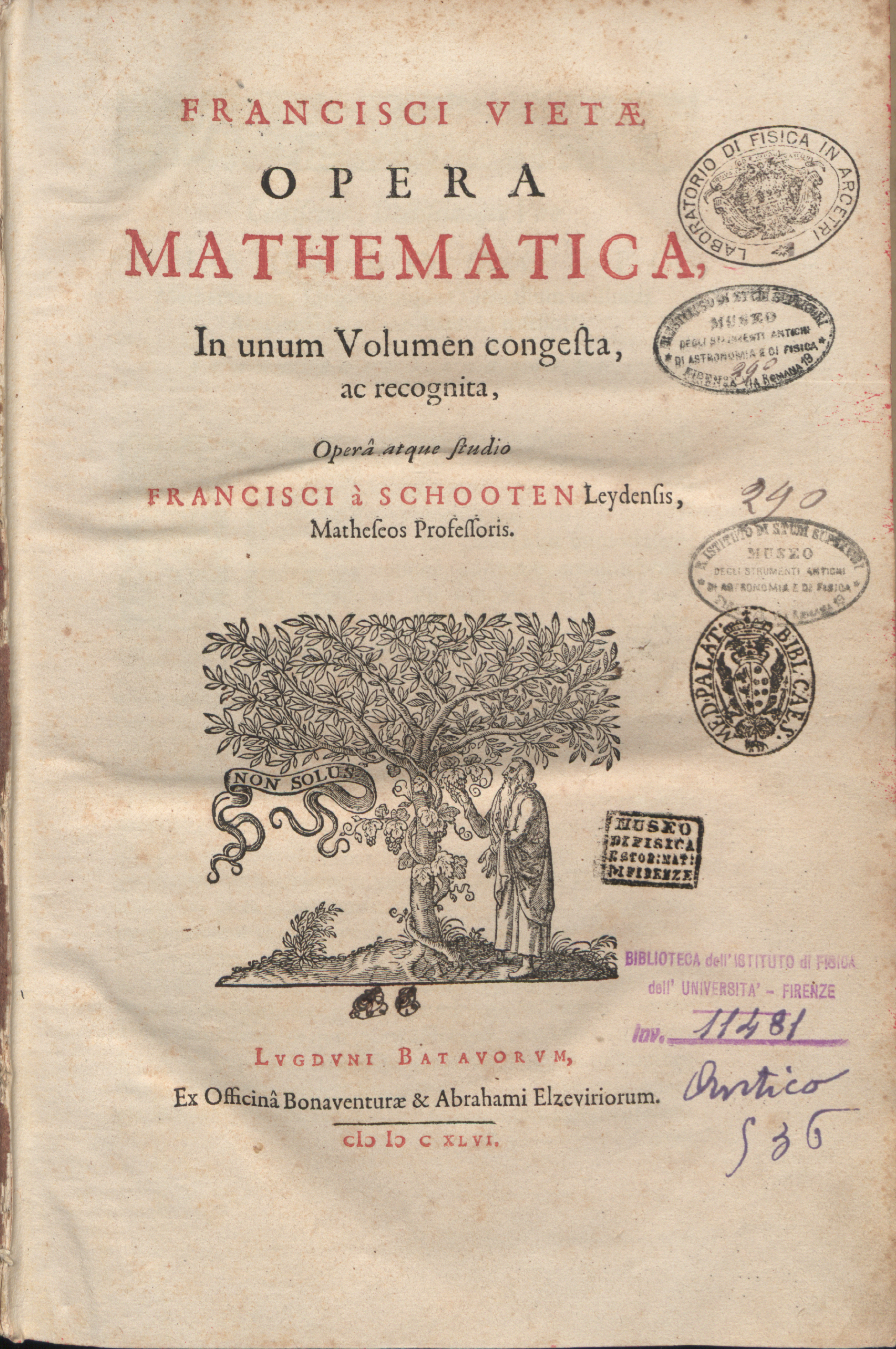
Opera, 1646

Viète hat zahlreiche Werke publiziert, die jedoch meistens nur in kleiner Auflage erschienen sind und für seinen Freundeskreis bestimmt waren. Die erste Gesamtausgabe wurde nach seinem Tod 1646 von Frans van Schooten in Leiden bei Elsevier unter dem Titel Opera mathematica, in unum volumen congesta, ac recognita, opera atque studio Francisci Schooten herausgegeben (Nachdruck Hildesheim: Olms 1970). Mit der Herausgabe hatte in Paris schon ab 1612 der schottische Mathematiker Alexander Anderson begonnen, der auch Kommentare verfasste. Er hatte Zugang zum Nachlass, der von Viètes Schüler Jacques Aleaume verwahrt wurde (sein Vater war Sekretär von Viète gewesen). Zu den wichtigen Werken von Viète zählen:
- Canon mathematicus seu ad triangula (1579)
- Liber singularis (1579)
- Isagoge in artem analyticam (1591)
- Apollonius Gallus (1600)
- Relatio Kalendarii vere gregoriani (1600)
- Apud Christophorum Clavium expostulatio (1602)

Einige Schriften wurden von Alexander Anderson um 1615 herausgegeben wie:
- Francisci Vietae Fontenaeensis De aequationum recognitione et emendatione tractatus duo, Parisiis 1615, E-Book der Universitätsbibliothek Wien

Die Ausgabe der Werke von Frans van Schooten 1646:
- Francisci Vietae opera mathematica / in unum volumen congesta, ac recognita, opera atque studio Francisci a Schooten Leydensis, Matheseos Professoris. Die Werke Viètes herausgegeben von Frans van Schooten, Leiden 1646, doi:10.3931/e-rara-9151

Neuere Ausgaben:
- Karin Reich, Helmuth Gericke Francois Viète: Einführung in die Neue Algebra, Historiae scientiarum elementa, Band 5, München: Fritsch 1973 (Übersetzung der Isagoge von 1591)
- Francois Viète, Albert Girard, Florimond de Beaune: The early theory of equations: on their nature and constitution (translation of 3 treatises), Annapolis: Golden Hind Press 1986 (Übersetzer Robert Schmidt, von Viète:  De aequationum recognitione et emendatione)
- The analytic art: nine studies in algebra, geometry and trigonometry from the Opus Restitutae Mathematicae Analyseos, seu Algebrâ Novâ, Kent State University Press 1983 (Übersetzer T. Richard Witmer), Nachdruck Dover